# مک دی‌مارکو
مک دی‌مارکو (انگلیسی: Mac DeMarco؛ زادهٔ ۳۰ آوریل ۱۹۹۰) نوازنده، خواننده، و ترانه‌سرا اهل کانادا است. وی تاکنون سه آلبوم استودیویی منتشر کرده‌است، ۲ (۲۰۱۲)، روزهای سالادی (۲۰۱۴)، سگ قدیمی (۲۰۱۷)